# Свјетско првенство у фудбалу 2022 — распоред утакмица
Распоред на Свјетском првенству 2022. утврђен је правилима свјетске фудбалске федерације — ФИФА. Свјетско првенство 2022. почело је 20. новембра а завршава се 18. децембра 2022. када се игра финале. Првог дана се игра једна утакмица, другог дана три, док се осталих дана трајања групне фазе, до 2. децембра, сваког дана играју по четири утакмице.
Елиминациона фаза је почела 3. децембра утакмицама осмине финала, у којој су игране по двије утакмице дневно. Четвртфинале је почело 9. децембра и такође су игране по двије утакмице током два дана, док се полуфинале игра 13. и 14. децембра.
Утакмица за треће мјесто игра се 17. децембра, а финале се игра 18. децембра у 16.00 часова, на стадиону Стадион Лусаил Ајконик, који је ФИФА потврдила као домаћина финала 15. јула 2020.

## Распоред

### Групна фаза
У табели је приказан распоред одигравања утакмица у групној фази.
| Датум        | Вријеме             | Ривали                        | Група |
| ------------ | ------------------- | ----------------------------- | ----- |
| 20. новембар | 17.00 (19.00 UTC+3) | Катар — Еквадор               | А     |
| 21. новембар | 14.00 (16.00 UTC+3) | Енглеска — Иран               | Б     |
| 21. новембар | 17.00 (19.00 UTC+3) | Сенегал — Холандија           | А     |
| 21. новембар | 20.00 (22.00 UTC+3) | Сједињене Државе — Велс       | Б     |
| 22. новембар | 11.00 (13.00 UTC+3) | Аргентина — Саудијска Арабија | Ц     |
| 22. новембар | 14.00 (16.00 UTC+3) | Данска — Тунис                | Д     |
| 22. новембар | 17.00 (19.00 UTC+3) | Мексико — Пољска              | Ц     |
| 22. новембар | 20.00 (22.00 UTC+3) | Француска — Аустралија        | Д     |
| 23. новембар | 11.00 (13.00 UTC+3) | Мароко — Хрватска             | Ф     |
| 23. новембар | 14.00 (16.00 UTC+3) | Њемачка — Јапан               | Е     |
| 23. новембар | 17.00 (19.00 UTC+3) | Шпанија — Костарика           | Е     |
| 23. новембар | 20.00 (22.00 UTC+3) | Белгија — Канада              | Ф     |
| 24. новембар | 11.00 (13.00 UTC+3) | Швајцарска — Камерун          | Г     |
| 24. новембар | 14.00 (16.00 UTC+3) | Уругвај — Јужна Кореја        | Х     |
| 24. новембар | 17.00 (19.00 UTC+3) | Португалија — Гана            | Х     |
| 24. новембар | 20.00 (22.00 UTC+3) | Бразил — Србија               | Г     |
| 25. новембар | 11.00 (13.00 UTC+3) | Велс — Иран                   | Б     |
| 25. новембар | 14.00 (16.00 UTC+3) | Катар — Сенегал               | А     |
| 25. новембар | 17.00 (19.00 UTC+3) | Холандија — Еквадор           | А     |
| 25. новембар | 20.00 (22.00 UTC+3) | Енглеска — Сједињене Државе   | Б     |
| 26. новембар | 11.00 (13.00 UTC+3) | Тунис — Аустралија            | Д     |
| 26. новембар | 14.00 (16.00 UTC+3) | Пољска — Саудијска Арабија    | Ц     |
| 26. новембар | 17.00 (19.00 UTC+3) | Француска — Данска            | Д     |
| 26. новембар | 20.00 (22.00 UTC+3) | Аргентина — Мексико           | Ц     |
| 27. новембар | 11.00 (13.00 UTC+3) | Јапан — Костарика             | Е     |
| 27. новембар | 14.00 (16.00 UTC+3) | Белгија — Мароко              | Ф     |
| 27. новембар | 17.00 (19.00 UTC+3) | Хрватска — Канада             | Ф     |
| 27. новембар | 20.00 (22.00 UTC+3) | Шпанија — Њемачка             | Е     |
| 28. новембар | 11.00 (13.00 UTC+3) | Камерун — Србија              | Г     |
| 28. новембар | 14.00 (16.00 UTC+3) | Јужна Кореја — Гана           | Х     |
| 28. новембар | 17.00 (19.00 UTC+3) | Бразил — Швајцарска           | Г     |
| 28. новембар | 20.00 (22.00 UTC+3) | Португалија — Уругвај         | Х     |
| 29. новембар | 16.00 (18.00 UTC+3) | Еквадор — Сенегал             | А     |
| 29. новембар | 16.00 (18.00 UTC+3) | Холандија — Катар             | А     |
| 29. новембар | 20.00 (22.00 UTC+3) | Велс — Енглеска               | Б     |
| 29. новембар | 20.00 (22.00 UTC+3) | Иран — Сједињене Државе       | Б     |
| 30. новембар | 16.00 (18.00 UTC+3) | Аустралија — Данска           | Д     |
| 30. новембар | 16.00 (18.00 UTC+3) | Тунис — Француска             | Д     |
| 30. новембар | 20.00 (22.00 UTC+3) | Пољска — Аргентина            | Ц     |
| 30. новембар | 20.00 (22.00 UTC+3) | Саудијска Арабија — Мексико   | Ц     |
| 1. децембар  | 16.00 (18.00 UTC+3) | Хрватска — Белгија            | Ф     |
| 1. децембар  | 16.00 (18.00 UTC+3) | Канада — Мароко               | Ф     |
| 1. децембар  | 20.00 (22.00 UTC+3) | Јапан — Шпанија               | Е     |
| 1. децембар  | 20.00 (22.00 UTC+3) | Костарика — Њемачка           | Е     |
| 2. децембар  | 16.00 (18.00 UTC+3) | Гана — Уругвај                | Х     |
| 2. децембар  | 16.00 (18.00 UTC+3) | Јужна Кореја — Португалија    | Х     |
| 2. децембар  | 20.00 (22.00 UTC+3) | Србија — Швајцарска           | Г     |
| 2. децембар  | 20.00 (22.00 UTC+3) | Камерун — Бразил              | Г     |

### Осмина финала
У табели је приказан распоред одигравања утакмица у осмини финала.
| Датум       | Вријеме             | Ривали                       |
| ----------- | ------------------- | ---------------------------- |
| 3. децембар | 16.00 (18.00 UTC+3) | Холандија — Сједињене Државе |
| 3. децембар | 20.00 (22.00 UTC+3) | Аргентина — Аустралија       |
| 4. децембар | 16.00 (18.00 UTC+3) | Француска — Пољска           |
| 4. децембар | 20.00 (22.00 UTC+3) | Енглеска — Сенегал           |
| 5. децембар | 16.00 (18.00 UTC+3) | Јапан — Хрватска             |
| 5. децембар | 20.00 (22.00 UTC+3) | Бразил — Јужна Кореја        |
| 6. децембар | 16.00 (18.00 UTC+3) | Мароко — Шпанија             |
| 6. децембар | 20.00 (22.00 UTC+3) | Португалија — Швајцарска     |

### Четвртфинале
У табели је приказан распоред одигравања утакмица у четвртфиналу.
| Датум        | Вријеме             | Ривали                |
| ------------ | ------------------- | --------------------- |
| 9. децембар  | 16.00 (18.00 UTC+3) | Хрватска — Бразил     |
| 9. децембар  | 20.00 (22.00 UTC+3) | Холандија — Аргентина |
| 10. децембар | 16.00 (18.00 UTC+3) | Мароко — Португалија  |
| 10. децембар | 20.00 (22.00 UTC+3) | Енглеска — Француска  |

### Полуфинале
У табели је приказан распоред одигравања утакмица у полуфиналу.
| Датум        | Вријеме             | Ривали               |
| ------------ | ------------------- | -------------------- |
| 13. децембар | 20.00 (22.00 UTC+3) | Аргентина — Хрватска |
| 14. децембар | 20.00 (22.00 UTC+3) | Француска — Мароко   |

### За треће мјесто
Утакмица за треће мјесто биће одиграна 17. децембра 2022, у 16.00 часова по средњоевропском времену, Које се користи у Србији, Црној Гори и региону.
| Датум        | Вријеме             | Ривали            |
| ------------ | ------------------- | ----------------- |
| 17. децембар | 16.00 (18.00 UTC+3) | Хрватска — Мароко |

### Финале
Финална утакмица биће одиграна 18. децембра 2022, у 16.00 часова, по средњоевропском времену, Које се користи у Србији, Црној Гори и региону.
| Датум        | Вријеме             | Ривали                |
| ------------ | ------------------- | --------------------- |
| 18. децембар | 16.00 (18.00 UTC+3) | Аргентина — Француска |